# Distretto di Hornostaïvka
Il distretto di Hornostaïvka (in ucraino Горностаівський район?) era un distretto (rajon) dell'Ucraina, situato nell'oblast' di Cherson. Il suo capoluogo era Hornostaïvka.
È stato soppresso con la riforma amministrativa del 2020.